# 紫金街林宅
29°51′54″N 121°32′27″E / 29.86500°N 121.54083°E
紫金街林宅，原名澹吾庐，是中国浙江省宁波市海曙区的一座清代建筑，位于海曙区紫金街30号，是清同治年间举人林钟嵩、林钟华兄弟住宅。林宅占地面积约3500平方米，建筑面积约2000平方米，装饰以砖、石、木雕为特色，现存砖雕170余幅，竹、木雕50余幅，为浙东地区现存雕刻最为集中的民居建筑。2013年，林宅被列入全国重点文物保护单位。

## 历史
林宅所在的紫金街原有明末进士林時躍和林時對的宅院。清雍正年间，宅院被洪氏购入，以“金紫”名园，对园林进行了扩建。嘉庆年间，林廷鳌购入此园，作为其“近性楼”的别业，因林廷鳌别字澹吾，因而将别业命名为澹吾庐。孙辈林钟嵩、林钟华中举后，将此建筑再次翻修，并最终建成。至1958年，林宅均为林氏后人居住。
1958年，林宅被征用，南侧两进改为为仓桥卫生院，后改为南门医院，其他部分建筑被作为医院宿舍和海曙区文化监察大队使用。文化大革命期间，宅内文物遭到毁坏，但建筑中的雕刻则得到了保护。2004年，医院搬出后，原医院部分由文化部门进行修缮，此后由一家文化企业承租经营。

## 建筑

林宅平面图

林宅位于宁波市海曙区紫金街30号，背靠三支街，占地面积3500平方米，建筑面积近2000平方米。建筑主体中轴对称，由照壁、轿厅、前楼、中楼、后楼组成。轿厅和前、中、后楼建筑为硬山顶，面阔五间两弄，山墙为雀尾式五岳馬頭牆，左右为两层厢房。
建筑头门不在中轴线上，而位于南墙东侧，取“藏而不露”之意。门楼高6米，仿歇山顶，外侧刻有“庆云崇谒”字样，周围有浮雕“天女献花”、“岁寒三友”等图案。内侧刻有“春风及弟”字样，周围有“高中及第”、“庆贺入朝”等图案。进门为一天井，对门墙高4米，宽12米，上有“双凤朝阳”等三组砖雕，右侧有门洞往前偏室，上有长2.5米，高0.3米的“八骏图”浮雕。一天井左侧为木结构仪门，通过三重斗拱支撑深1.5米的出檐。门枋和门梁施雕，门袱有一对石狮。
进入仪门则为二天井，南侧有影壁高5米，上有八仙、和合二仙和二十四孝等雕刻。天井西侧则为原金紫园所在地，园名为兰亭，内有与天一阁园林相仿的“九狮一象”假山，同时有董其昌书、陈继儒题跋《兰亭序》石刻两方。今九狮已残，周边原有佛堂和长廊，亦已不存。二天井北为轿厅，明间穿堂，檐枋、雀替有花卉等纹饰雕刻，墀头有“仕女葬花”“松鼠偷桃”等砖雕，次间、稍间各有石制花窗。
轿厅北为三天井，面积300平方米，北侧为前楼，即整组建筑正房。前楼以北分别有中楼和后楼，三座楼屋与两侧厢房一起合围成四天井和五天井，木构件均施雕。四天井面积约100平方米，期间的两道花隔墙上部各刻有4米长的砖雕，其内容一说是“唐伯虎点秋香”，另一说则是“秋江诗撒行舟图”。

## 保护和利用争议
林宅于1981年12月被列入宁波市文物保护单位，1989年12月成为浙江省文物保护单位，2013年被列入第七批全国重点文物保护单位。2004年南门医院从林宅南侧两进迁走后，该部分建筑于2006年改由海曙区文化馆管理，2007年由海曙区政府出资修缮，2008年年中完工。此后，这部分建筑并未直接对外开放，而是由国有的和美文化艺术发展中心承租，该中心将林宅以每年35万元人民币转租给一杨姓商人经营文化项目，每周开放三天供市民参观。对此，海曙区文广局官员认为，出租文物建筑可弥补国有资本的不足，该项目不是政府直建博物馆，因而无需报上级政府审批，且“在文物利用中，也不能百分百按照法律走”。至2016年，这部分建筑因“内部展示调整”暂停开放。而建筑的北侧一进则因为有较多住户，如需腾退需要近千万资金，因而维持简单粗放的保护状态，2015年、2018年更因堆放易燃物、电线裸露、缺乏消防设施被消防部门列为区级和市级重大事故隐患单位通报整改。

## 图片

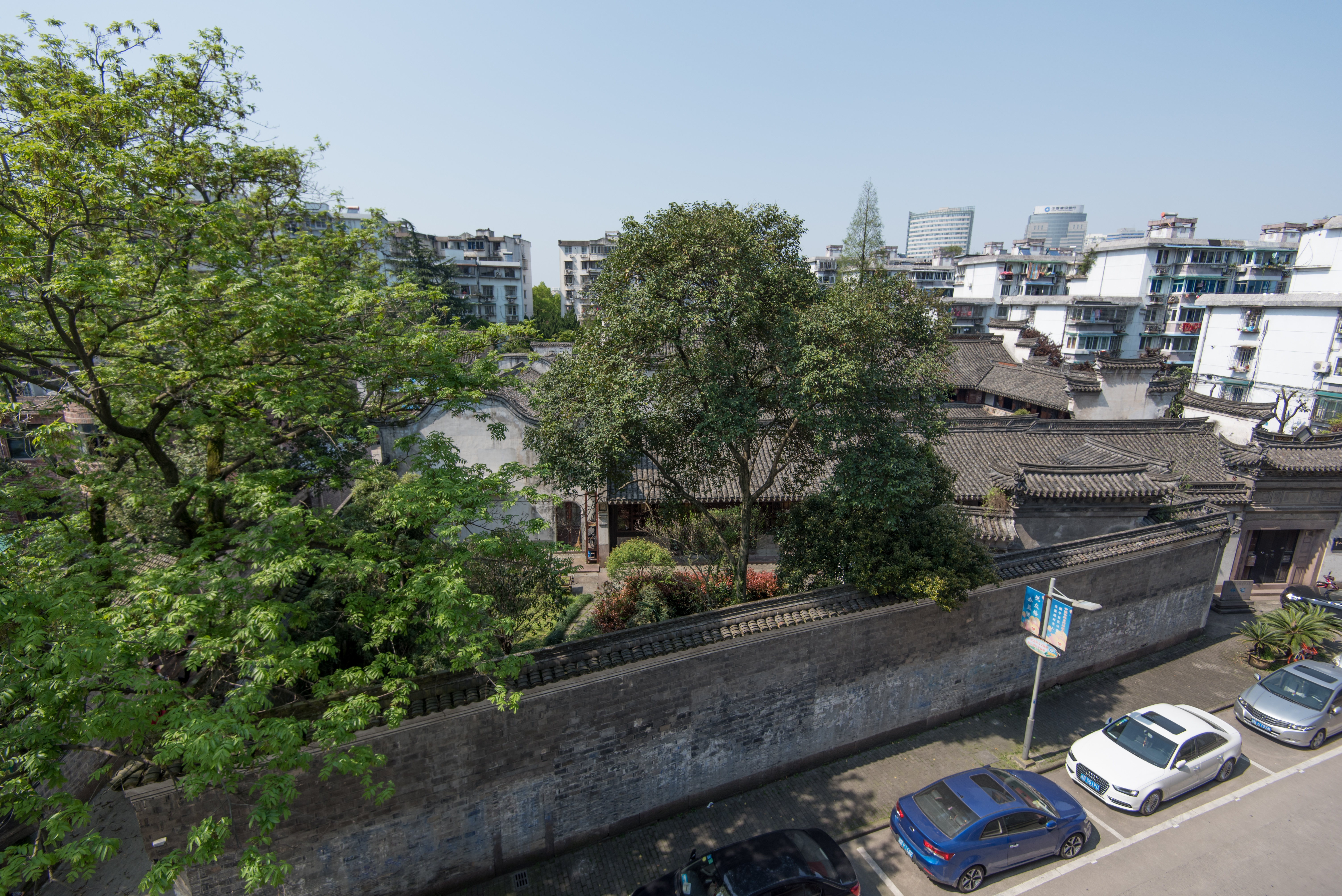
林宅鸟瞰
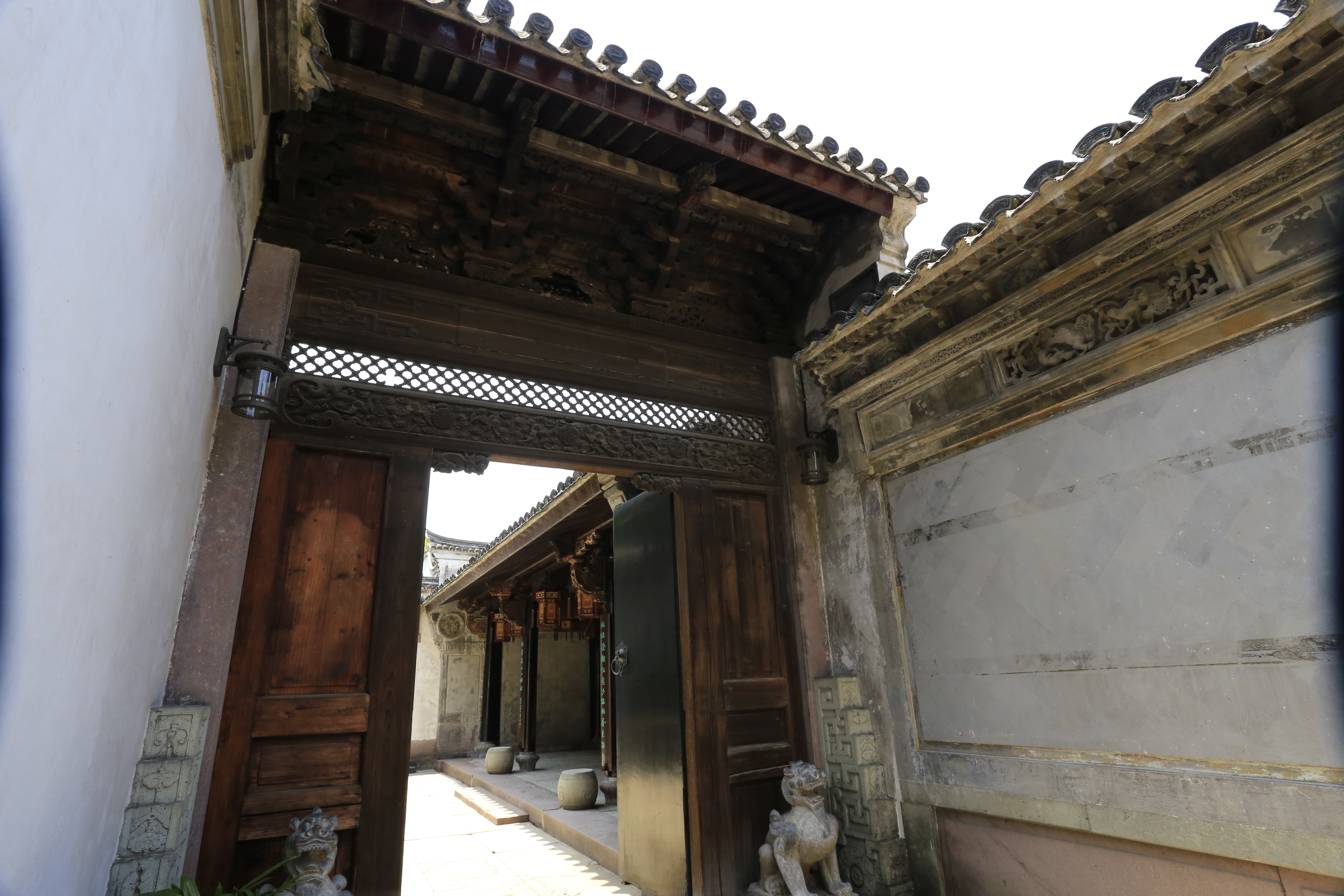
仪门
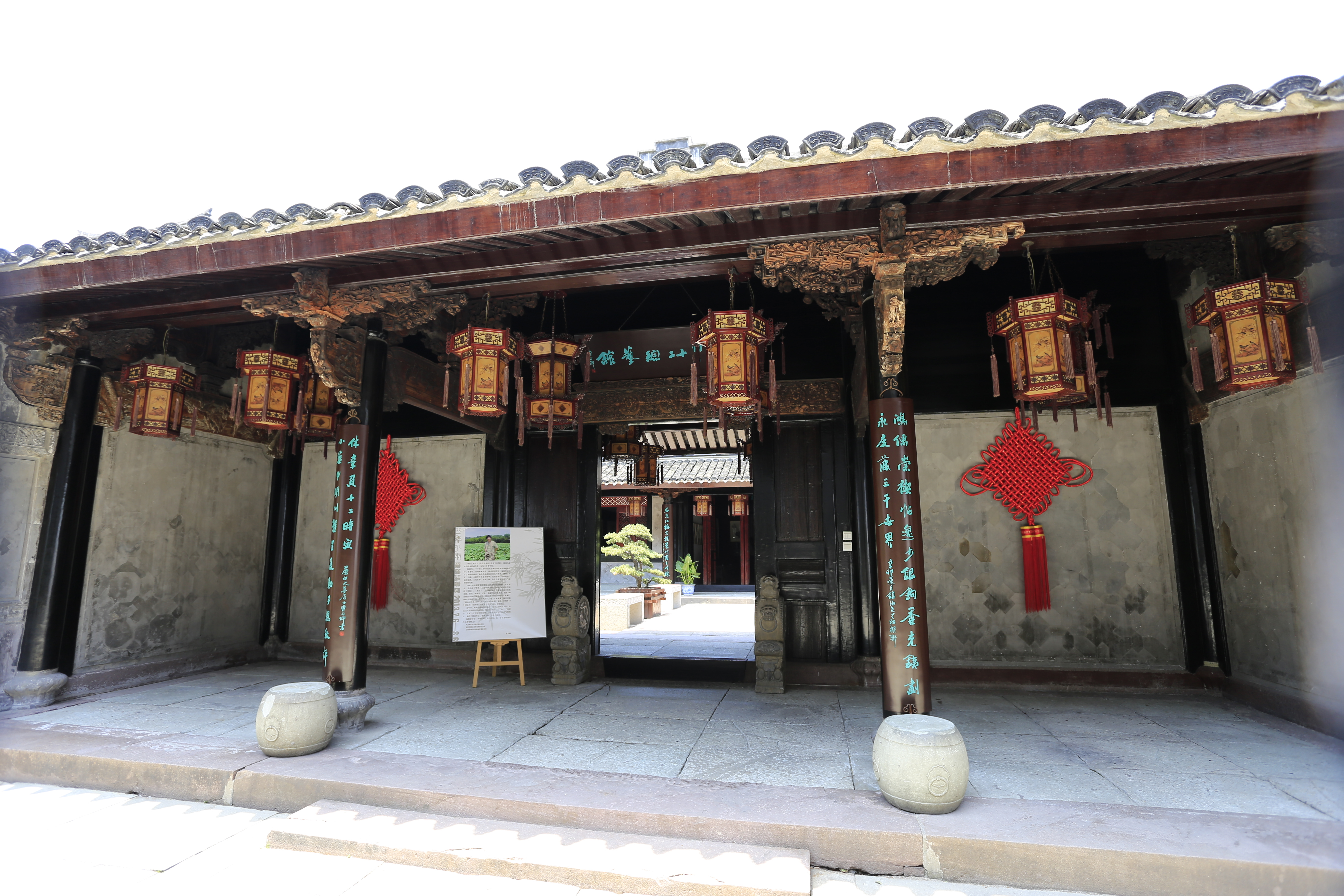
门厅
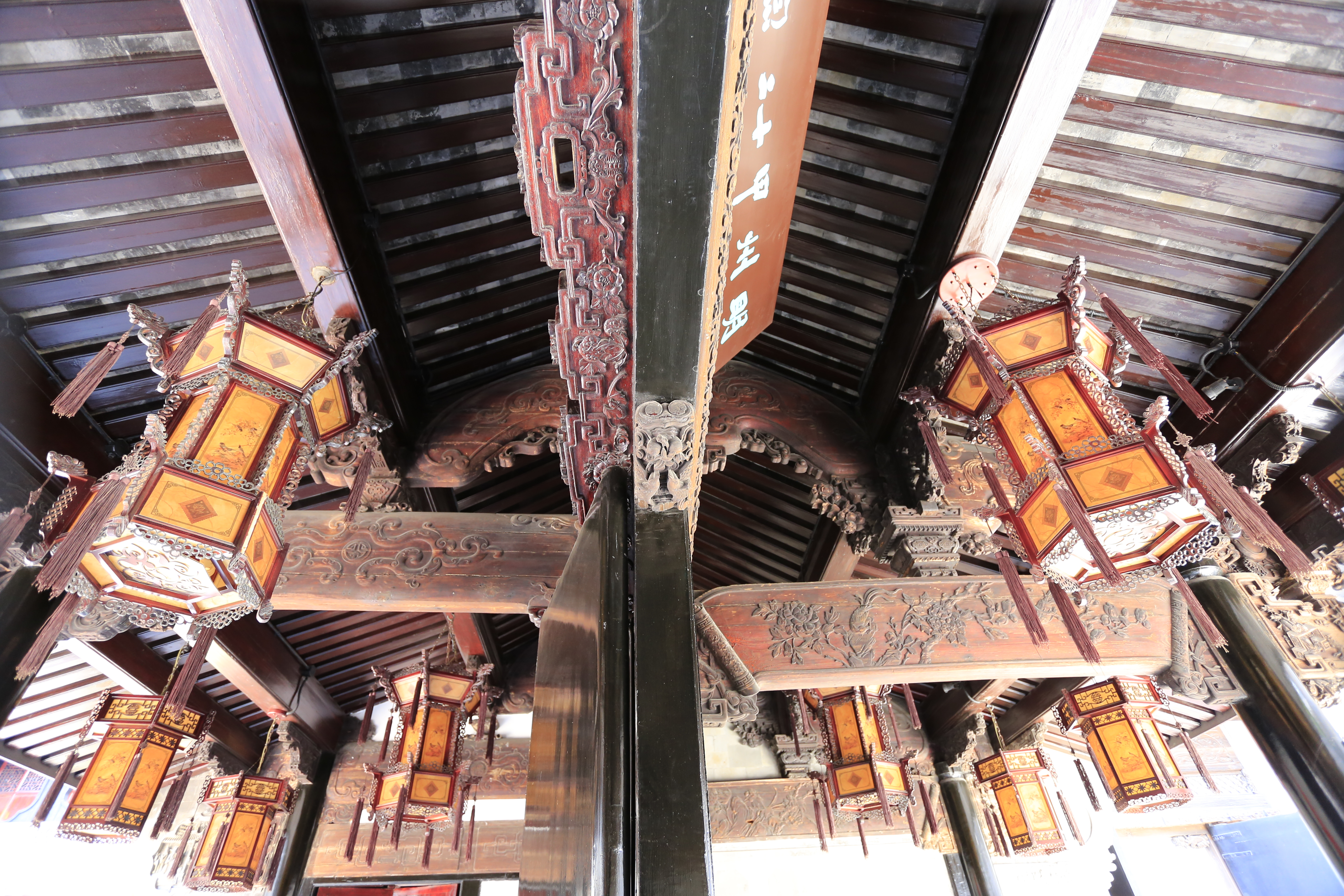
门厅木雕
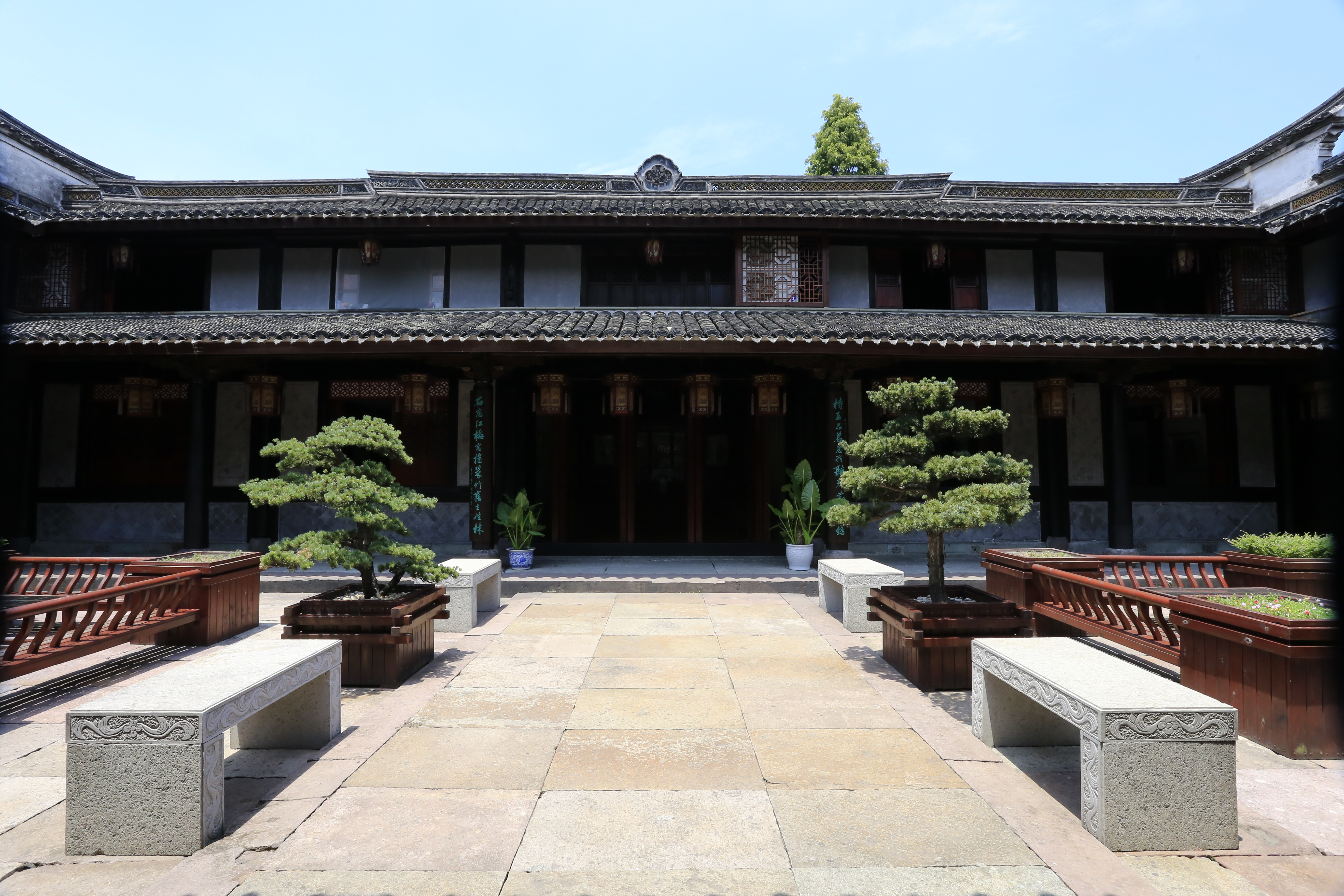
正厅
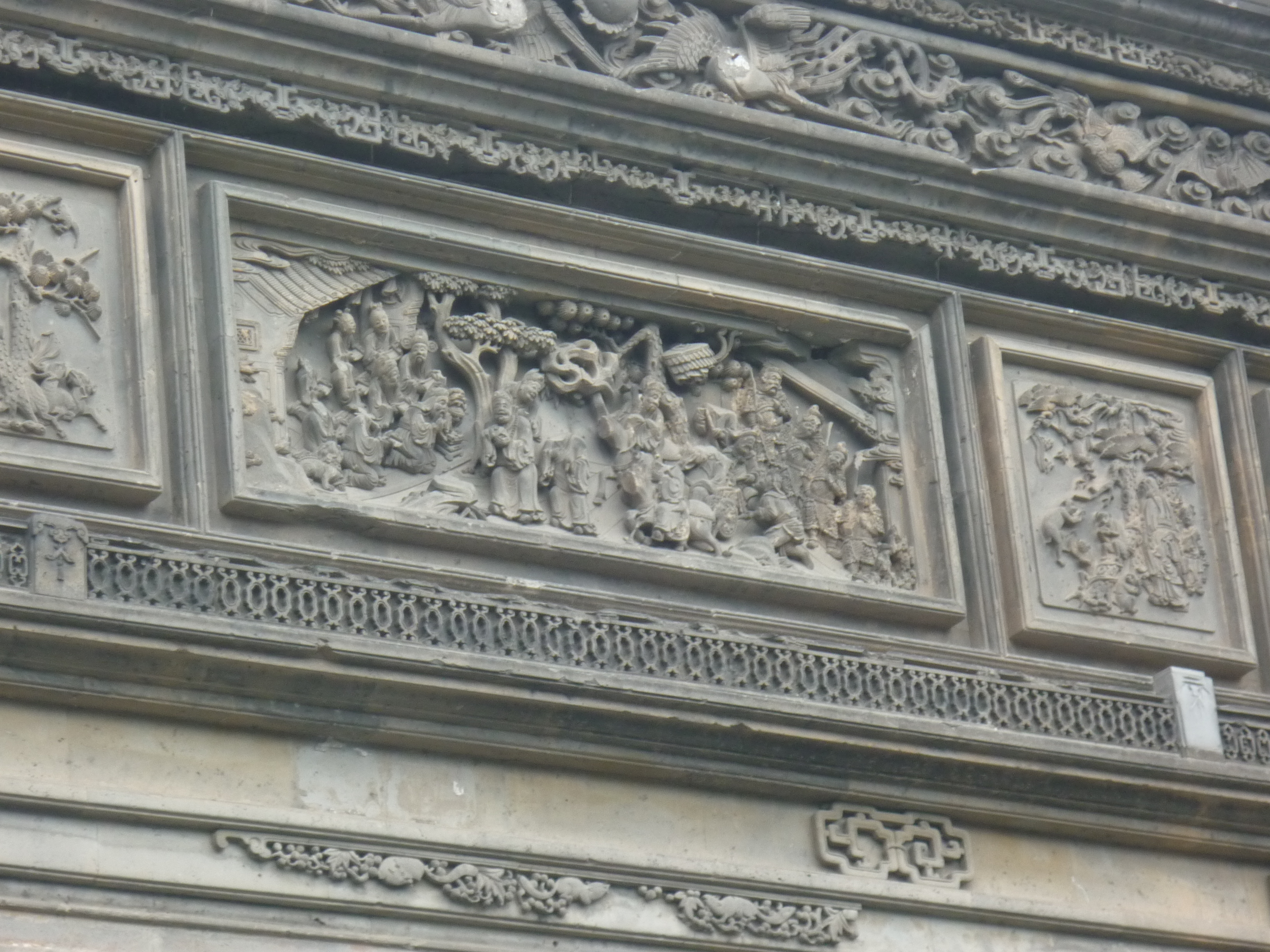
石雕
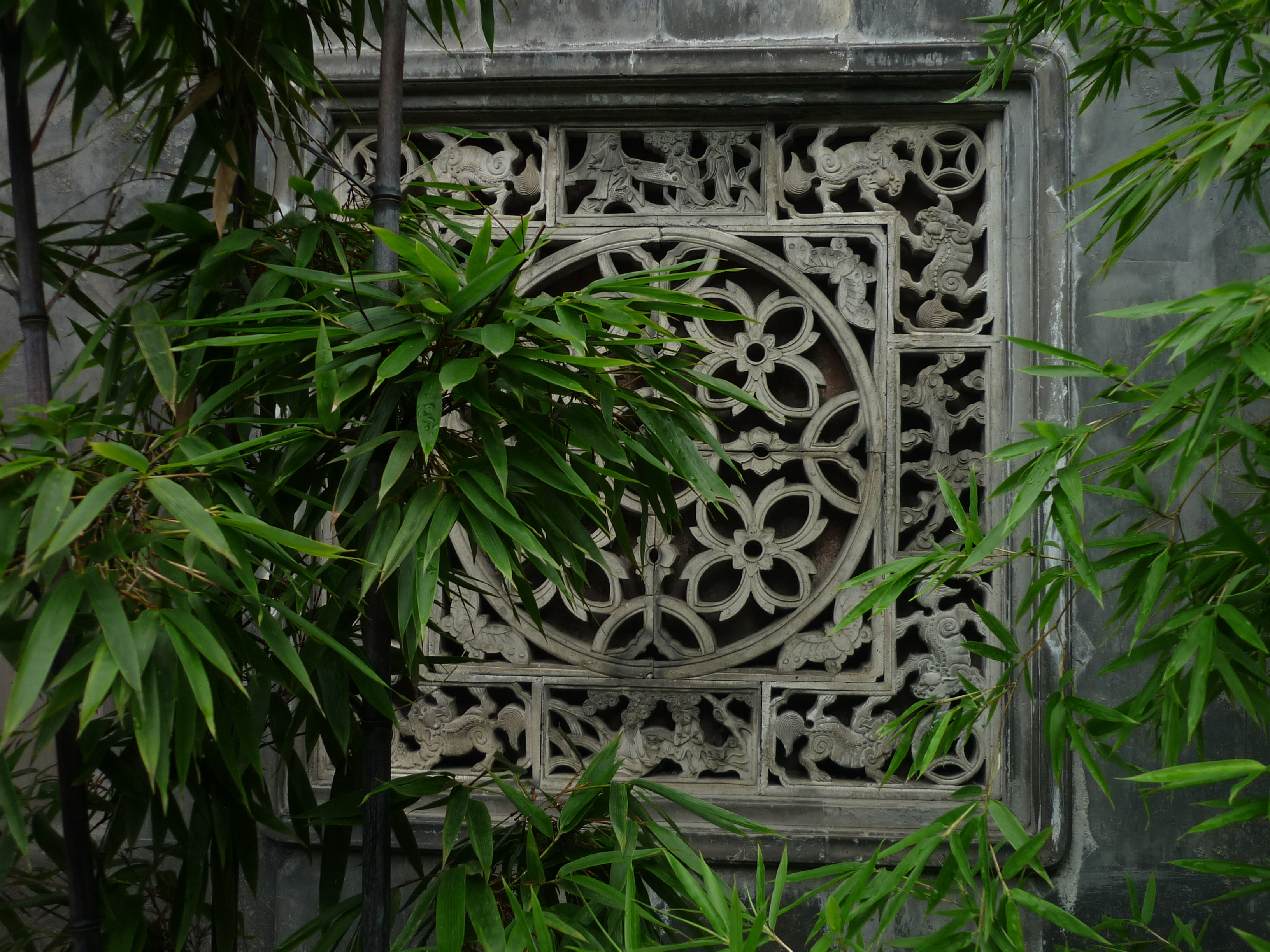
石窗